# Olimpijka (autostrada)
Olimpijka – potoczna nazwa planowanej w latach 70. XX wieku autostrady Berlin – Moskwa. Jednym z powodów podjęcia decyzji o budowie były zbliżające się igrzyska olimpijskie w Moskwie w roku 1980. Zapadła decyzja, że w Polsce przed igrzyskami zostanie oddany jedynie odcinek od Wrześni do Warszawy. Od lat 70. wokół Poznania istniał już zmodernizowany dwujezdniowy odcinek drogi E8 (m.in. Berlin – Moskwa) o długości ok. 66 km kończący się we Wrześni, co zdecydowało o wyborze punktu początkowego autostrady.
Początkowo (1976) podjęto prace na odcinkach Września – Konin i Nieborów – Warszawa. Pierwszy z wymienionych odcinków jest jedynym, który został – z dużym opóźnieniem – zbudowany w czasach PRL. Budowa odcinka w Nieborowie została porzucona w 1980 roku. Od 2012 oba odcinki Olimpijki są częścią autostrady A2.

## Odcinek Września – Konin

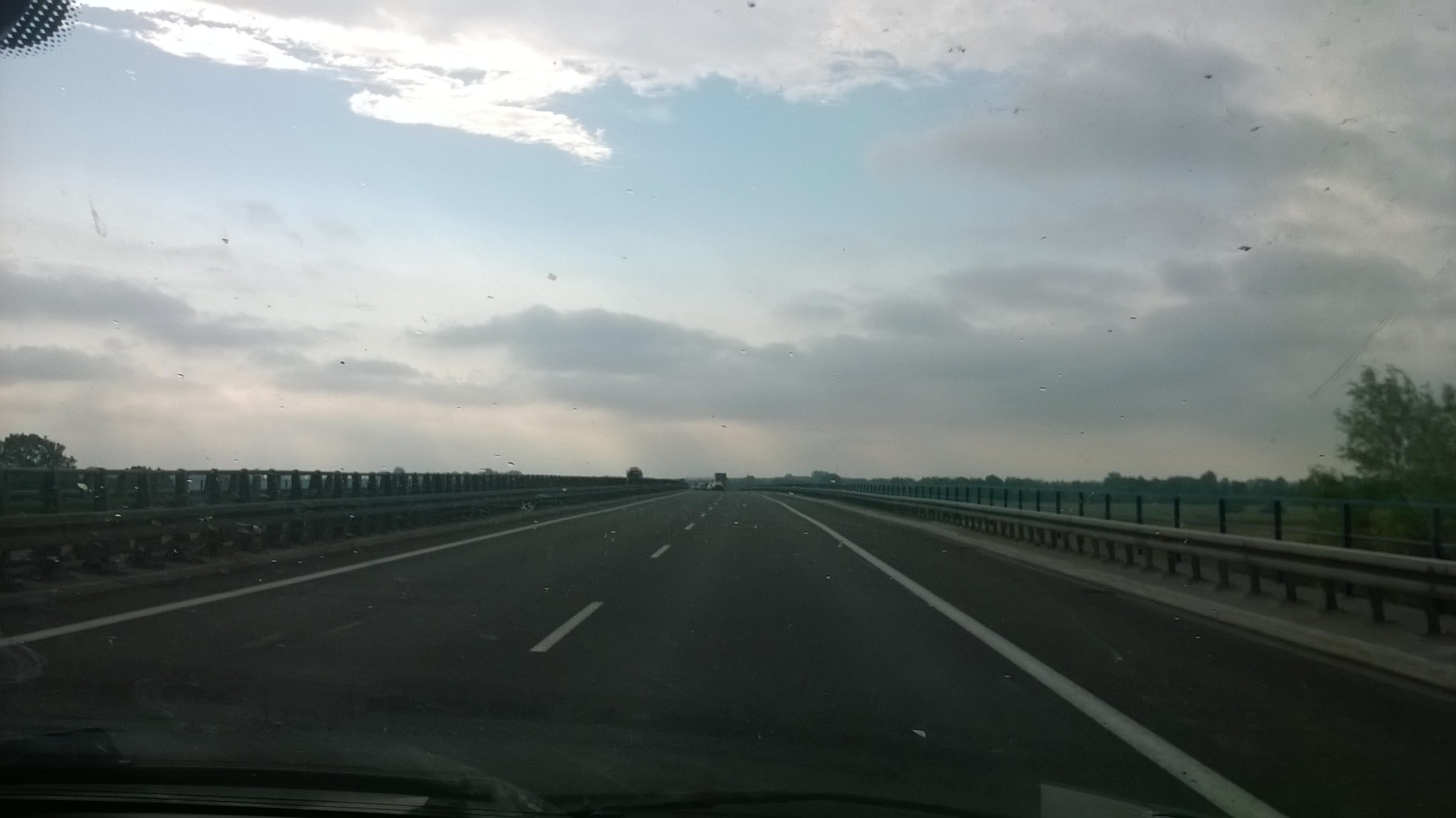
Most autostradowy nad Wartą koło Sługocina, oddany do użytku w II połowie lat 80.

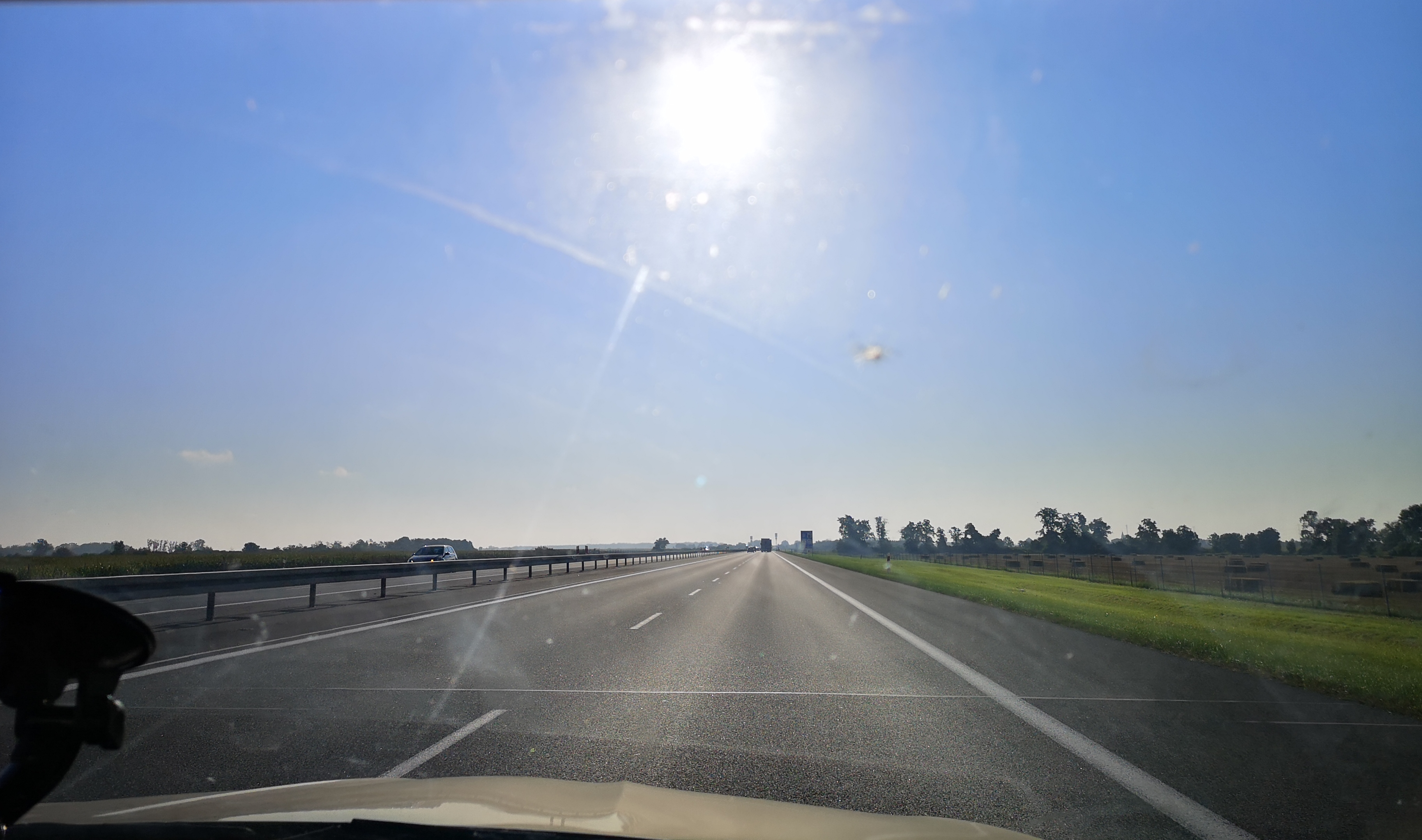
Widok na dawny drogowy odcinek lotniskowy

Budowa tego fragmentu była bardzo powolna i pierwszy jego odcinek Września – Sługocin (34 km) oddano do użytku w 1985. Do 1989 autostrada została przedłużona do Konina (kolejne 14 km).
Jako że autostrada powstawała w okresie Zimnej Wojny, nie zapomniano o militarnej funkcji potężnego pasa utwardzonej ziemi. Około 2 km na wschód od Wrześni obie jezdnie były wytyczone jedynie farbą na 27-metrowej szerokości pasie asfaltu, pozwalając na utworzenie 2,5-kilometrowego tzw. drogowego odcinka lotniskowego wraz z zatokami dla samolotów. Taka konstrukcja drogi istnieje do dzisiaj, wzbogacona jedynie o stalowe bariery pomiędzy jezdniami oraz oddzielające jezdnie od zatok.

## Odcinek Nieborów – Warszawa

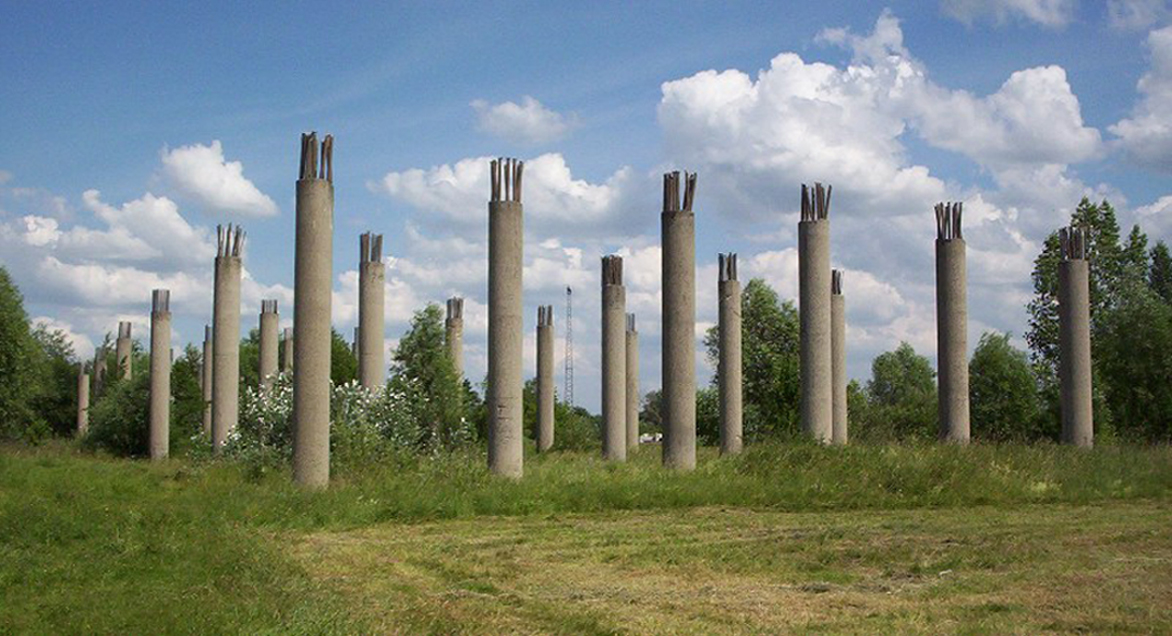
Zniszczone w 2010 roku podpory niedokończonego wiaduktu nad nieistniejącą północną odnogą CMK. Zdjęcie wykonano w lipcu 2005 roku.

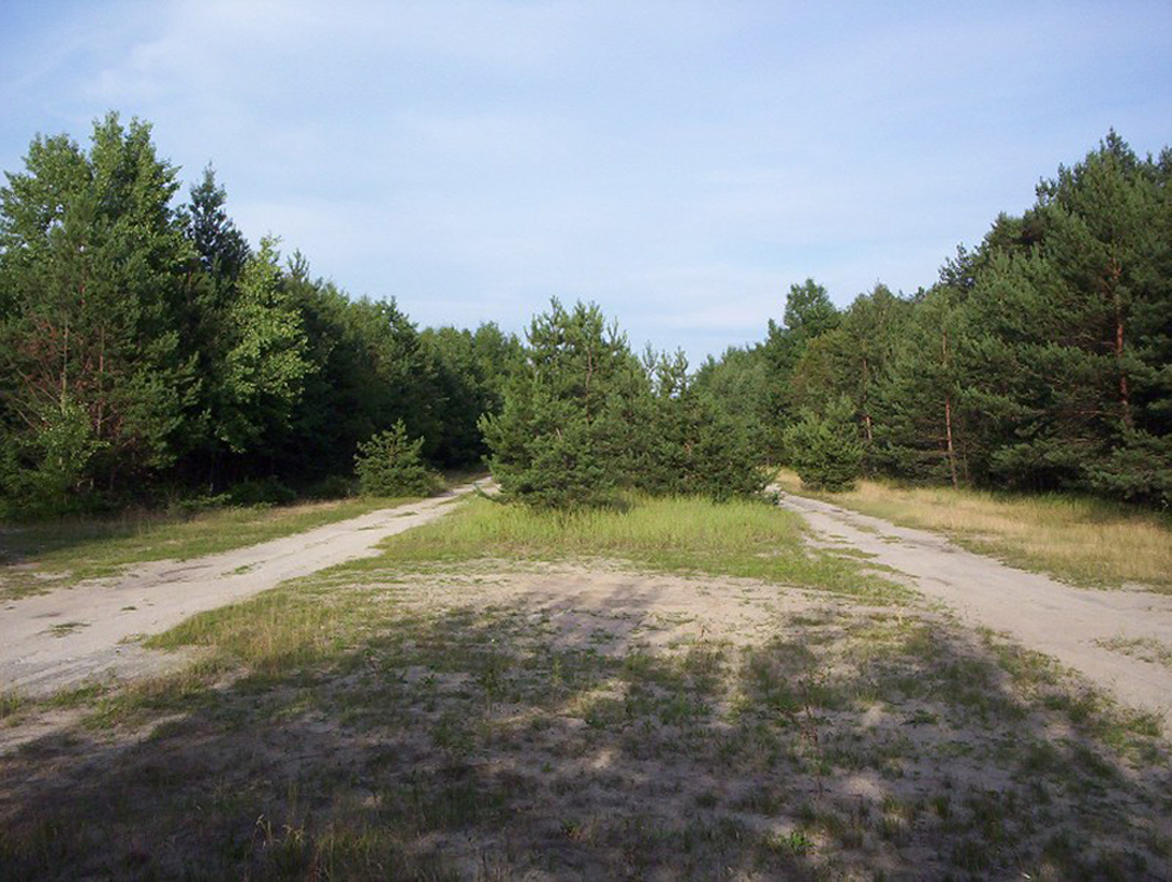
Nieistniejąca już dwupasmowa droga leśna w Puszczy Bolimowskiej. Zdjęcie wykonano w sierpniu 2005 roku.

Ten fragment Olimpijki aż do 2010 roku pozostawał nieukończony, jednak do tego czasu pozostawało po nim kilka wybudowanych wiaduktów, mostów i przepustów, przecinka w Puszczy Bolimowskiej (a w niej dwupasmowa droga leśna z resztkami asfaltu) oraz 700-metrowy odcinek asfaltowej drogi donikąd. Jednym z obiektów były rzędy filarów, które miały dźwigać wiadukt nad planowaną, północną linią Centralnej Magistrali Kolejowej do Gdańska (również nieistniejącą).
Odcinek Bolimów – Wiskitki bywał zaznaczany na niektórych mapach jako autostrada w budowie. Prawie na całej jego długości pozostawała droga gruntowa wykorzystywana przez miejscową ludność. Ślady prac ziemnych i leśnych były widoczne na zdjęciach satelitarnych i lotniczych do Strykowa.
W styczniu 2010 w ramach budowy autostrady A2 rozpoczęto wycinkę drzew oraz przygotowania do demontażu istniejących konstrukcji wiaduktów.
23 czerwca 2010 została zlikwidowana pierwsza z pozostałości dawnej budowy – wysadzono w powietrze niedokończony wiadukt na skraju Puszczy Bolimowskiej. Fragment został w całości oddany do użytku w 2012 roku.
W nocy z 6 na 7 czerwca 2012 roku oddano do ruchu ostatni budowany odcinek nowej autostrady w okolicach Wiskitek. Sprawiło to, że dawną Olimpijką można – po 36 latach od rozpoczęcia pierwszej budowy – przejechać z Warszawy przez Poznań do Berlina i dalej, w ogóle nie zjeżdżając z autostrady.